# ميغيل أنخيل توريس
ميغيل أنخيل توريس (بالإسبانية: Miguel Torres Quintana)‏ (17 يناير 1982 بليما في بيرو - ) هو مدرب كرة قدم ولاعب كرة قدم بيروفي في مركز الوسط. شارك مع منتخب بيرو لكرة القدم. أما مع النوادي، فقد لعب مع الجامعي دي بيرو وسيينسيانو وكورونل بولوجنسي ونادي أياكوتشو وسبورت بويز وClub Deportivo Coronel Bolognesi ‏.

## وصلات خارجية
- ميغيل أنخيل توريس على موقع الاتحاد الدولي (مؤرشف)  (الإنجليزية)
- ميغيل أنخيل توريس على موقع قاعدة بيانات كرة القدم.إي يو (الإنجليزية)
- ميغيل أنخيل توريس على موقع ناشيونال فوتبول تيمز (الإنجليزية)